# Cédric Carrasso
Cédric Carrasso (Avignon, 30 december 1981) is een voormalig Frans voetballer die doelman was. Hij speelde onder andere voor Girondins de Bordeaux. Carrasso debuteerde in 2009 in het Frans voetbalelftal.

## Loopbaan
Vanaf 1999 maakte Carrasso deel uit van het eerste team van Olympique Marseille. In de eerste jaren kwam het nog niet tot een doorbraak waardoor Carrasso enkele keren werd uitgeleend om ervaring op te doen. Eerst aan Crystal Palace waar hij genoegen moest nemen met één wedstrijd en vervolgens een uitleenbeurt aan En Avant de Guingamp waar hij regelmatig zijn wedstrijden speelde.
Tijdens de lange schorsing van Fabien Barthez in het seizoen 2005-2006 nam Carrasso de plaats in als eerste doelman van Marseille. Toen de schorsing van Barthez voorbij was, bleef hij de eerste rol vervullen tot het aantrekken van Steve Mandanda. In het seizoen 2007-2008 was Carrasso tweede keus geworden waarna hij in 2008 de club verliet voor FC Toulouse. Die club kon hij naar een succesvol seizoen alweer verlaten omdat hij in 2009 een vierjarig contract tekende bij de toenmalige landskampioen Girondins Bordeaux. Bij Bordeaux werd Carrasso de opvolger van Ulrich Ramé als eerste keus onder de lat. Hij speelde daardoor ook in het seizoen 2009-2010 met Bordeaux in de Champions League. Hij was jarenlang eerste keus. In mei 2011 verlengde Carrasso zijn contract met twee seizoenen tot juni 2015. In september 2017 verruilde hij Bordeaux voor Galatasaray, waar hij tweede doelman werd.

## Internationaal
Op 5 februari 2009 werd Carrasso voor het eerst opgeroepen door bondscoach Raymond Domenech voor de wedstrijd op 11 februari tegen Argentinië. In de aanloop van het WK Voetbal 2010 kon de keeper ervaring opdoen bij het nationale elftal. Uiteindelijk in mei 2010 bij de bekendmaking van de Franse selectie was Carrasso, die inmiddels bij Bordeaux onder contract stond, opgeroepen als derde doelman van Frankrijk. Uiteindelijk maakte hij zijn debuut voor Les Bleus op 8 juni 2011 in de oefeninterland tegen Polen. Ook maakte hij deel uit van het team dat Frankrijk afvaardigde naar het EK 2012 in Polen en Oekraïne, waar de ploeg van bondscoach Laurent Blanc in de kwartfinales werd uitgeschakeld door titelverdediger Spanje: 2-0. Carrasso kwam dat toernooi echter niet in actie. Hij moest genoegen nemen met een plaats achter eerste keuze Hugo Lloris.

## Erelijst
| Trophée des Champions | 1x | 2009    |
| Coupe de France       | 1x | 2012/13 |

## Trivia
- Cédric's jongere broer Johann is doelman in het betaald voetbal.